# پاکرا
پاکرا (به اسپانیایی: Pacra) یک کوه در پرو است که در منطقه انکاش واقع شده‌است. پاکرا ۵٬۱۱۸ متر بالاتر از سطح دریا واقع شده‌است.